# Posto di movimento Vat
Il posto di movimento Vat è un posto di movimento situato sulla ferrovia Pontebbana, alla periferia nord di Udine. Da questa stazione si dirama la linea di cintura di Udine che mette in comunicazione la Pontebbana con la Udine-Trieste e la Udine-Cervignano.

## Storia
L'impianto fu istituito come posto di movimento negli anni sessanta del XX secolo. Fu brevemente utilizzato per il servizio passeggeri nell'autunno 1996 ad uso esclusivo dei treni adibiti al trasporto delle tifoserie calcistiche.

## Strutture e impianti
L'impianto è dotato di quattro binari, di cui solo il primo dispone di banchina.
La struttura viene usata per le soste e per gli incroci dei treni circolanti lungo la Pontebbana dato che, in direzione Udine, la linea passa dal doppio binario a quello semplice. L'impianto ha anche lo scopo di instradare i treni merci provenienti da Tarvisio nella linea di cintura di Udine, evitando così il loro transito nei pressi del centro cittadino e nella stazione di Udine.
La stazione è presenziata da un dirigente movimento.